# Green Italia
Green Italia es un partido político verde en Italia.
El partido fue fundado en junio de 2013 por un grupo heterogéneo de políticos, en particular Monica Frassoni (co-portavoz del Partido Verde Europeo y ex eurodiputada independiente de la Federación de los Verdes), Fabio Granata y Flavia Perina (El Pueblo de la Libertad y Futuro y Libertad), Roberto Della Seta y Francesco Ferrante (exsenadores del Partido Democrático y ex dirigentes de Legambiente), Marco Boato, Fiorello Cortiana y Anna Donati (exdiputados verdes; Boato, un ex radical, sigue siendo un miembro activo de ese partido), así como empresarios de la economía verde, intelectuales y activistas. Granata dejó el partido en noviembre de 2017 para unirse a Diventerà Bellissima para las elecciones regionales de Sicilia de 2017.
Para las elecciones al Parlamento Europeo de 2014, el partido presentó listas conjuntas con los Verdes, bajo el nombre de Italia Verde - Verdes Europeos. La lista obtuvo apenas un 0,9% de los votos y un 6,0% entre los italianos en el extranjero. En la elección municipal de Padua Francesco Fiore, miembro de la junta nacional de GI, quedó en cuarto lugar con un 9,9% a la cabeza de una lista cívica.
En las elecciones al Parlamento Europeo de 2019, el partido volverá a presentarse junto con la Federación de los Verdes como Europa Verde.
En 2019, también se unen Rossella Muroni, diputada de Libres e Iguale, y Elly Schlein, vicepresidenta de Emilia-Romaña.
El 10 de junio de 2020 se incorporará también el viceministro y exministro de Educación, Universidad e Investigación de Lorenzo Fioramonti.

## Liderazgo
- Portavoz: Oliviero Allotto (2013–2017), Annalisa Corrado / Carmine Maturo (2017–presente)

- Presidente: Monica Frassoni / Fabio Granata (2013–2015)